# 朝鲜民主主义人民共和国国家元首列表
下面列出了自1948年朝鲜民主主义人民共和国成立以来，其在法律上的国家元首。

## 列表
| A#                           | I# | 姓名   | 生卒日期   | 就职时间       | 卸任时间       | 政党                 |
| ---------------------------- | -- | ------ | ---------- | -------------- | -------------- | -------------------- |
| 最高人民会议常任委员会委员长 |    |        |            |                |                |                      |
| 1                            | 1  | 金枓奉 | 1886－1958 | 1948年9月9日   | 1957年9月20日  | 朝鲜劳动党           |
| 2                            | 2  | 崔庸健 | 1900－1976 | 1957年9月20日  | 1972年12月28日 | 与朝鮮民主黨双重党籍 |
| 朝鮮民主主義人民共和國主席   |    |        |            |                |                |                      |
| 3                            | 1  | 金日成 | 1912－1994 | 1972年12月28日 | 1994年7月8日   | 朝鲜劳动党           |
| 最高人民會議常設會議議長     |    |        |            |                |                |                      |
| 4                            | 2  | 杨亨燮 | 1925－2022 | 1994年7月8日   | 1998年9月5日   | 朝鲜劳动党           |
| 最高人民會議常任委員會委員長 |    |        |            |                |                |                      |
| 5                            | 3  | 金永南 | 1928－     | 1998年9月5日   | 2009年4月9日   | 朝鲜劳动党           |
| 国防委员会委员长             |    |        |            |                |                |                      |
| 6                            | 1  | 金正日 | 1941－2011 | 2009年4月9日   | 2011年12月17日 | 朝鲜劳动党           |
| 最高人民會議常任委員會委員長 |    |        |            |                |                |                      |
| 7                            | 3  | 金永南 | 1928－     | 2011年12月17日 | 2012年4月12日  | 朝鲜劳动党           |
| 國防委員會第一委员长         |    |        |            |                |                |                      |
| 8                            | 1  | 金正恩 | 1982－     | 2012年4月13日  | 2016年6月29日  | 朝鲜劳动党           |
| 国務委员会委员长             |    |        |            |                |                |                      |
| 9                            | 1  | 金正恩 | 1982－     | 2016年6月29日  | 现任           | 朝鲜劳动党           |

## 争议
自朝鲜国家主席一职被取消后，包括中文、英文媒体在内的一些外文媒体認定最高人民会议常任委员会委员长为朝鲜名义上的国家元首。由於最高人民会议常任委员会委员长负责接受外国使节的国书和传召，以此被視为朝鲜名义上的国家元首或对外礼节元首之依据。
根据1998年9月5日实行的朝鲜民主主义人民共和国社会主义宪法（第7号），第100条的规定，国防委员会是国家主权的最高军事指导机关，同时也是完全承担国防管理职能的机关。第111条规定，最高人民会议常务委员会委员长负责常任委员会的事业和组织指导。
2009年4月9日，朝鲜进行了修宪，即朝鲜民主主义人民共和国社会主义宪法（第8号），第117条照搬了原宪法111条的叙述，而第100条有关国防委员会的内容，更改为：朝鲜民主主义人民共和国国防委员会委员长是朝鲜民主主义人民共和国的最高领导人。
2010年4月9日，颁布施行朝鲜民主主义人民共和国社会主义宪法（第9号），有关内容沿用了第8号宪法的描述。
金正日于2011年12月17日去世，此后一段时间名义上的国家元首不明确。而后在2012年4月13日颁布施行朝鲜民主主义人民共和国社会主义宪法（第10号）。新宪法第100条更改为：朝鲜民主主义人民共和国国防委员会第一委员长是朝鲜民主主义人民共和国的最高领导者。
2016年6月30日，朝鲜官方网络媒体我们民族之间，引述了党报劳动新闻有关宪法补充和修正的报告。根据修改后的宪法，国防委员会改为国务委员会，第100条规定：朝鲜民主主义人民共和国国务委员会委员长是朝鲜民主主义人民共和国的最高领导者。

### 2019年宪法规定职权
朝鲜于2019年4月10日召开朝鲜劳动党第七届中央委员会第四次全体会议，对朝鲜劳动党及国家领导层进行改组。随后在11日举行的第十四届最高人民会议第一次会议中，最高人民会议决定修改宪法。在国家领导人方面，朝鲜在4月11日召开的最高人民会议第14届一中全会上通过宪法明确赋予了金正恩国务委员长“国家元首”的地位。金正恩担任的国务委员长是“代表国家的最高领导人”。这意味着，金正恩不仅是实际上的最高领导人，同时还成为了宪法规定的国家元首，正式确立了金正恩国家元首的身分。
修正后的宪法第100条规定“国务委员会委员长是代表国家的朝鲜民主主义人民共和国最高领导人”。此前，朝鲜2016年6月修正的宪法仅规定新设立的国务委员会委员长“是朝鲜民主主义人民共和国的最高领导人”。也就是说，以往由最高人民会议常任委员长担任的对外国家元首资格将由国务委员长担任。修正后的宪法同时沿用了原来的条款，规定最高人民会议常任委员长“负责代表国家接受外国派遣或召回使节的国书（第116条）”。
朝鲜宪法上可以代表国家的领导人变成了国务委员长和最高人民会议常任委员长两人，国务委员长是“代表国家的最高领导人”，而最高人民会议常任委员长只“代表国家接受外国派遣或召回使节的国书”；两者的工作性质各不相同，国务委员会委员长负责重要的外交活动，而最高人民会议常任委员会委员长则负责接受国书等日常外交工作。